# Yan Hui (philosophe)
Pour les articles homonymes, voir Yan Hui.
Dans ce nom chinois, le nom de famille, Yan, précède le nom personnel.
Yan Hui (en chinois : 顏回, selon la romanisation Wade–Giles : Yen Hui), né en 521 av. J-C. et mort en 481 av. J.-C., est un philosophe chinois. Également connu sous son prénom de courtoisie, Yan Yuan (chinois : 顏淵, Wade–Giles:Yen Yüan), il fait partie des principaux disciples de Confucius dans le Lun Yu (Entretiens de Confucius.
Il était le disciple préféré de Confucius, qui le considérait comme particulièrement zélé et attentif.
Yan Hui fut plusieurs fois dans la misère  et mourut prématurément, suscitant la grande tristesse de Confucius qui s'exclama alors : « Le Ciel m’anéantit, le Ciel m’anéantit ! ». Confucius regrettait « qu’il n’ait alors plus de disciple du calibre de Yan Hui » .
Yan Hui a été le disciple de Confucius le plus souvent référencé par le grand taoïste Tchouang-Tseu , dans son œuvre écrite. Yan Hui y apparaît presque toujours en dialogue - imaginaires ou non - avec Confucius. C’est également le cas dans "Le traité du vide parfait" de Lie Tseu, considéré comme le troisième ouvrage du taoïsme philosophique .
Au XIe siècle, le néoconfucianisme considèrera Yan Hui comme le modèle de perfection spirituelle juste après Confucius.
Il est honoré dans les temples confucéens et est l'une des figures majeures du confucianisme. Un temple lui est dédié dans la ville de Qufu.